# Вільне (Зеленоградський район)
Вільне (рос. Вольное, нім. Schulstein) — селище Зеленоградського району, Калінінградської області Росії. Входить до складу Ковровського сільського поселення.
Населення — 9 осіб (2015 рік).

## Населення
| 2002 | 2010 |
| ---- | ---- |
| 18   | ↘9   |